# Ас-Судайри
Ас-Судайри (араб. السديري‎) — влиятельный аравийский род, находящийся в родстве с королевской династией Аль Сауд, занимающий значительное положение в политической системе Саудовской Аравии с момента создания Королевства.
Принцы из династии Аль Сауд начиная с XIX века часто берут в жёны представительниц рода ас-Судайри, поэтому матерями многих членов саудовской королевской династии были женщины ас-Судайри (в их числе основатель Саудовского королевства король Абдул-Азиз, а также его сыновья король Фахд, бывшие наследные принцы Султан и Наиф и король Салман).

## Происхождение и история рода
Род Ас-Судайри относится к племени Бадарин и происходит из города Эль-Гат (провинция Эр-Рияд), которым представители рода управляют до сих пор. Кроме того, представители рода Ас-Судайри управляли и управляют многими иными административными единицами Саудовской Аравии, например, Абд ар-Рахман бин Мухаммад Ас-Судайри (ум. 2006) был амиром в 1939—1943 города Эль-Зафир — бывшего административного центра провинции Эль-Баха. Позиции рода Ас-Судайри довольно сильны в провинции Эль-Джауф, которую они полностью контролировали вплоть до 1998 года, будучи фактически наследственными эмирами (наместниками) этой провинции с 1930 года. Кроме того, из Ас-Судайри назначались эмиры (губернаторы) и иных провинций Королевства: Асир, Табук, Джизан, Наджран, Эль-Худуд-эш-Шамалийя.

### ПравителиЭль-Гатаиз рода Ас-Судайри
1. амир Хусейн бин Ахмад бин Абдаллах
2. амир Сулайман бин Хусейн
3. амир Мухаммад I бин Турки
4. амир Турки I бин Мухаммад бин Турки[араб.] (ум. 1823)
5. амир Ахмад I бин Мухаммад бин Турки[араб.] (ум. 1860)
6. Абд аль-Мохсин бин Ахмад
7. Насер I бин Абд аль-Мохсин
8. Турки II бин Абдаллах бин Турки[араб.] (ум. 1903)
9. Ахмад II бин Мухаммад бин Ахмад[араб.] (ум. 1934)
10. Саад I бин Абд аль-Мохсин бин Ахмад
11. Абдаллах I бин Саад бин Абд аль-Мохсин[араб.] (1901—1960)
12. Насер II бин Саад бин Абд аль-Мохсин
13. Саад II бин Насер бин Саад
14. Фахд бин Саад бин Абд аль-Мохсин
15. Саад III бин Фахд бин Саад
16. Абдаллах II бин Насер (нынешний губернатор (2012 год))

### Генеалогия рода Ас-Судайри
```
Турки Ас-Судайри

└─
Мухаммад I
, амир округа 
Эль-Гат

  ├─
Турки I
[араб.]
 (ум. 1823), амир округа 
Эль-Гат
 
  │ └─Абдаллах, известный поэт
  │   └─
Турки II
[араб.]
 (ум. 1903), амир округа 
Эль-Гат

  │     ├─Мухаммад (ум. 1909)
  │     │ ├─Ахмед
  │     │ └─Насер
  │     ├─
Сулейман I
 (ум. 1914)
  │     │ └─Турки
  │     │   └─
Сулейман II
[араб.]
 (ум. 1985), эмир провинции 
Табук
 (1972—1980), советник министра внутренних дел (с 1980) 
  │     │     ├─Мухаммад 
  │     │     │ └─Фейсал, Сулейман, Мишари
  │     │     ├─Наиф 
  │     │     │ └─Султан
  │     │     ├─Фахд 
  │     │     │ └─Мусаид, Сауд, Салман, Абдаллах, Мухаммад
  │     │     ├─Фейсал
  │     │     ├─Султан 
  │     │     └─Турки 
  │     ├─Абд аль-Азиз (ум. 1905), детей не имел
  │     ├─
Абдаллах
[араб.]
 (1891—1986), шейх клана ас-Судайри (с 1934)
  │     │ ├─Мухаммад, детей не имел
  │     │ └─
Абд аль-Азиз
[араб.]
 (1931—2008), губернатор округа 
Эль-Кунфуза
 
  │     │   ├─
Тауфик
[араб.]
 (р. 1960), доктор философии, заместитель министра по делам 
ислама

  │     │   ├─Мухаммад, доктор наук, помощник генерального директора образования провинции 
Эр-Рияд

  │     │   ├─Фейсал, доктор наук, сотрудник МИД 
  │     │   ├─Мутаиб, профессор
  │     │   ├─Сауд, сотрудник МИД 
  │     │   ├─Турки, офицер
  │     │   ├─Ахмад, офицер
  │     │   ├─Мишаал, бизнесмен
  │     │   └─Бандар, офицер, сотрудник Министерства обороны
  │     ├─Абд ар-Рахман
  │     │ ├─Турки
  │     │ ├─Сауд
  │     │ ├─Мухаммад
  │     │ └─Абд ар-Рахман
  │     ├─
Фахд
[араб.]
 (р. 1898)
  │     │ └─Сулейман
  │     ├─Саад
  │     │ ├─Абд ар-Рахман
  │     │ ├─Мухаммад 
  │     │ ├─Наиф
  │     │ ├─Турки
  │     │ ├─Абд аль-Мохсин
  │     │ └─Фахд
  │     └─
Ахмад
[араб.]
 (1901—1993), губернатор округов 
Тарфа
, 
Эль-Кунфуза
 и Рит, эмир провинции 
Джизан

  │       ├─Халид 
  │       │ └─Абд ар-Рахман, Салман, Абдаллах, Фаррадж, Мусаид, Саад, Наиф, Фейсал, Фахд, Мухаммад
  │       ├─Турки
  │       │ └─Талал, Мухаммад 
  │       ├─Абд аль-Азиз
  │       │ └─Турки, Салман, Султан, Ахмед, Мухаммад 
  │       ├─Бумердес, генерал-майор
  │       │ └─Мухаммад, Мусаид, Маджид, Мансур
  │       ├─Султан, агент Службы безопасности в провинции 
Джизан

  │       │ └─Мухаммад, Фахад, Абд аль-Азиз
  │       ├─Фейсал, генерал-майор
  │       │ └─Абд ар-Рахман, Султан, Халид 
  │       ├─Мухаммад, профессор Университета им. 
короля Сауда

  │       │ └─Ахмад, Абд аль-Азиз, Наваф, Бадр
  │       ├─Сауд 
  │       │ └─Мишаал, Зайд, Ахмад
  │       └─Наваф, лейтенант
  │         └─Ахмад
  ├─Абд аль-Мохсин, не оставил потомства
  ├─Насер, не оставил потомства 
  ├─Фаррадж, не оставил потомства
  └─
Ахмад I
[араб.]
 (ум. 1860), амир округа 
Эль-Гат
 
    ├─
Сарах
 (ум. 1908/9), жена амира Абд ар-Рахман 
аль-Сауда
, мать короля 
Абд аль-Азиза

    ├─
Абд аль-Мохсин
, губернатор округа 
Эль-Гат
 
    │ ├─
Насер I
, губернатор округа 
Эль-Гат
  
    │ └─
Саад I
, губернатор округа 
Эль-Гат
  
    │   ├─
Абдаллах I
, губернатор округа 
Эль-Гат
 
    │   ├─
Насер II
, губернатор округа 
Эль-Гат
 
    │   │ ├─
Саад II
, губернатор округа 
Эль-Гат
 
    │   │ └─
Абдаллах II
, губернатор округа 
Эль-Гат
  
    │   └─
Фахд
, губернатор округа 
Эль-Гат
 
    │     └─
Саад III
, губернатор округа 
Эль-Гат
 
    ├─Мухаммад
    │ └─
Ахмад II
[араб.]
 (ум. 1934), губернатор округа 
Эль-Гат
 
    │   ├─
Хасса
 (1900—1969), жена короля 
Абд аль-Азиза
, мать "Семёрки Судайри"
    │   ├─
Турки
[араб.]
 (1900—1977), эмир провинций 
Асир
 (1934—1941) и 
Джизан
 (1941—1977)
    │   │ ├─Фахд
    │   │ │ └─Халид, Мухаммад, Джевель, Хайфа, Фейсал
    │   │ ├─
Мухаммад
, эмир провинци 
Джизан
 (до 2000)
    │   │ │ └─Ахмад, Мансур, Машхур, Турки
    │   │ ├─Халид (ум. 04.2004)
    │   │ │ └─Хисса, Абд аль-Азиз
    │   │ ├─Ахмад
    │   │ │ └─Мунира, Турки, Султан, Салман, Фейсал, Абд ар-Рахман, Халид
    │   │ ├─Абд ар-Рахман
    │   │ │ └─Халид, Турки
    │   │ ├─Абд аль-Мохсин 
    │   │ │ └─Нимат, Фейсал, Мухаммад, Халид, Сауд
    │   │ └─Султан
    │   │   └─Мухаммад, Мамдух, Наваф
    │   ├─
Абд аль-Азиз
[араб.]
 (ум. 1955), эмир провинции 
Эль-Джауф
 (1933—1938), министр сельского хозяйства (в 1955)
    │   │ ├─
Абдаллах
[араб.]
 (р. 1929), губернатор округа 
Эль-Курайят
 (1954—1964)
    │   │ │ └─Абд аль-Азиз, Султан, Сахр I, Хишам, Сахр II, Ахмад
    │   │ ├─Султан 
    │   │ │ └─Абдаллах, Сакр, Лейс
    │   │ ├─Наиф
    │   │ │ ├─Мусаид
    │   │ │ └─Азза, мать принцессы 
Раджвы аль-Хусейн

    │   │ └─Салман 
    │   ├─
Халид
[араб.]
, эмир провинций 
Джизан
 (1940—1946), 
Табук
 (1951—1955) и 
Наджран
 (1980—1986), министр сельского хозяйства (1955—1960)
    │   │ ├─
Фахд
[араб.]
, эмир провинции 
Наджран
 (1986—1997)
    │   │ │ └─Машаал, Халид 
    │   │ ├─
Турки
[араб.]
 (р. 1936), государственный министр и глава управления гражданской службы (1987—1995), 
    │   │ │ председатель госкомиссии по правам человека (2006—2009)
    │   │ │ ├─Зийяд
    │   │ │ │ └─Мишари, Салман, Турки
    │   │ │ └─Тамир, Бадр  
    │   │ ├─Мусаид, офицер
    │   │ ├─Мухаммад
    │   │ │ └─Наваф
    │   │ ├─Ахмад
    │   │ ├─Насер, губернатор округа 
Эль-Хардж
, вице-эмир провинции 
Наджран

    │   │ ├─Султан, вице-эмир провинции 
Наджран

    │   │ ├─Мутаиб
    │   │ │ └─Салман, Халид, Фавваз
    │   │ ├─Абдаллах (1947—1965)
    │   │ ├─Аль-Валид, умер молодым
    │   │ ├─Фейсал, генерал авиации
    │   │ └─Абд аль-Азиз, генерал авиации
    │   ├─
Мухаммад
[араб.]
(1913—1979), поэт, эмир провинций 
Эль-Джауф
 (1938—1943), 
Джизан
 (1942—1948), 
Эль-Худуд эш-Шамалийя
 (1948—1957)
    │   │ ├─Халед
    │   │ │ └─Мишаал, Фейсал, Мухаммад
    │   │ ├─Мишаал
    │   │ ├─Турки
    │   │ │ └─Мухаммад, Наиф, Наваф, Абд аль-Азиз
    │   │ ├─Абдаллах
    │   │ │ └─Наваф, Мухаммад, Абд аль-Азиз, Фахд
    │   │ ├─Султан 
    │   │ │ └─Наиф
    │   │ ├─Ахмад
    │   │ ├─Йазид
    │   │ │ └─Мухаммад, Бадр, Фейсал
    │   │ ├─Сами
    │   │ │ └─Сауд, Султан, Бадр
    │   │ ├─Салман 
    │   │ │ └─Фахд, Халид
    │   │ └─Фахд, Фейсал
    │   ├─
Абд ар-Рахман
[араб.]
 (1920—2006)
    │   │ ├─Фейсал Абу-Маджид, сотрудник МВД
    │   │ │ └─Маджид, Наиф, Султан
    ├─Абд ар-Рахман
    │ └─Ахмад
    │   ├─Абд ар-Рахман
    │   └─Фахд 
    └─Турки
```

## «Семёрка Судайри»
«Семёркой Судайри» (араб. السديريون السبعة‎, англ. Sudairi Seven) называли политическую группировку («клан») внутри династии Аль Сауд, состоящую из семи сыновей короля Саудовской Аравии Абдул-Азиза от его жены Хассы бинт Ахмад Ас-Судайри (1900—1969).
В «клан Судайри» входили:
- король Фахд ибн Абдул-Азиз Аль Сауд (1921—2005)
- наследный принц Султан ибн Абдель Азиз Аль Сауд (1928—2011)
- принц Абдуррахман ибн Абдул-Азиз Аль Сауд (1931—2017)
- наследный принц Наиф ибн Абдул-Азиз Аль Сауд (1933—2012), министр внутренних дел с 1975 по 2012 годы.
- принц Турки II ибн Абдул-Азиз Аль Сауд (1932—2016)
- король Салман ибн Абдул-Азиз Аль Сауд (р. 1935), министр обороны с 5 ноября 2011 года по 23 января 2015. С 23 января 2015 года король Саудовской Аравии.
- принц Ахмед ибн Абдул-Азиз Аль Сауд (р. 1942), министр внутренних дел с 18 июня по 5 ноября 2012 года.